# Back to Front (album de Wink)
Pour les articles homonymes, voir Back to Front.
Albums de Wink
Voce
(1994) Flyin' High
(1995)
Back to Front est un double-album compilation des "faces B" de Wink, sorti en 1995.

## Présentation
L'album sort le 25 février 1995 au Japon sous le label Polystar, trois mois seulement après le précédent album original du groupe, Voce. Il atteint la 93e place de l'Oricon. C'est la cinquième compilation du groupe, en seulement quatre ans, après Wink Hot Singles sorti fin 1990, Diamond Box fin 1991, Raisonné fin 1992, et Diary début 1994.
L'album contient sur deux disques dans le désordre les titres en "face B" des 22 singles sortis jusqu'alors par le groupe, titres pour la plupart inédits en album, dont des reprises adaptées en japonais de chansons occidentales : Only Lonely (reprise de la chanson Body Language de The Dooleys), Mizu no Seiza (reprise de Let An Angel de Tricia Leigh Fisher), et Omoide Made Soba ni Ite (reprise de Welcome to the Edge de Billie Hughes).

## Liste des titres
| 1.  | Only Lonely                                                                    | Namida wo Misenaide ~Boys Don't Cry~ |  |
| 2.  | Ichiban Kanashii Bara (いちばん哀しい薔薇)                                     | Sexy Music                           |  |
| 3.  | Shake it                                                                       | Manatsu no Tremolo                   |  |
| 4.  | Made In Love                                                                   | Sakihokore Itoshisa yo               |  |
| 5.  | Jyuunigatsu no Orihime (12月の織姫)                                            | Haitoku no Scenario                  |  |
| 6.  | Image na Relation (イマージュな関係)                                           | Tsuioku no Heroine                   |  |
| 7.  | Romance no Hakobune (ロマンスの方舟)                                           | Furimukanaide                        |  |
| 8.  | Kiseki no Monument (奇跡のモニュメント)                                        | Kitto Atsui Kuchibiru ~Remain~       |  |
| 9.  | Alone Again                                                                    | Eien no Lady Doll                    |  |
| 10. | Kaze no Prelude (風の前奏曲)                                                   | Sugar Baby Love                      |  |
| 11. | Ding Ding ~Koi Kara Hajimaru Futari no Train~ (~恋から始まるふたりのトレイン~) | Ai ga Tomaranai ~Turn It Into Love~  |  |

| 1.  | Mizu no Seiza (水の星座)                                             | New Moon ni Aimashō                          |  |
| 2.  | Cat-Walk Dancing                                                     | One Night in Heaven ~Mayonaka no Angel~      |  |
| 3.  | Maboroshi ga Sakenderu (幻が叫んでる)                                | Kekkon Shō Ne                                |  |
| 4.  | Mujitsu no Objet (無実のオブジェ)                                    | Real na Yume no Jōken                        |  |
| 5.  | Omoide Made Soba ni Ite (Welcome To The Edge) (想い出までそばにいて) | Yoru ni Hagurete ~Where Were You Last Night~ |  |
| 6.  | Tasty                                                                | Twinkle Twinkle                              |  |
| 7.  | Ai wo Ubatte Kokoro Shibatte (愛を奪って 心縛って)                   | Itsumademo Suki de Itakute                   |  |
| 8.  | Scarlet no Yakusoku (スカーレットの約束)                             | Matenrō Museum                               |  |
| 9.  | Maigo no Lonely Heart (迷子のロンリー・ハート)                       | Amaryllis                                    |  |
| 10. | Senaka Made Gohyaku Mile (背中まで500マイル)                         | Samishii Nettaigyo                           |  |
| 11. | Please Please Me (PLEASE PLEASE ME)                                  | Cherie Mon Cherie                            |  |